# Crepidomanes chamaedrys
Crepidomanes chamaedrys là một loài dương xỉ trong họ Hymenophyllaceae. Loài này được G.Kunkel mô tả khoa học đầu tiên năm 1963.
Danh pháp khoa học của loài này chưa được làm sáng tỏ. 